# Сич Михайло Семенович
Сич Михайло Семенович (псевдонім — Русич; народився 26 січня 1941 року — помер 21 травня 2012 року) — український поет, перекладач, журналіст, художник.

## Біографія
Михайло Семенович Сич народився 26 січня 1941 року в селі Троковичі Черняхівського району на Житомирщині . Діда його, Павла Захаровича Рубана, і донині добрим словом згадують земляки як мудрого садівника і муляра. Батько, Сич Семен Юхимович служив в Києві у міліції, брав участь у визволенні Західної України. Мати, Ганна Павлівна, працювала в селі у колгоспі.
Закінчив троковицьку середню школу з срібною медаллю, філфак Житомирського педінституту з відзнакою(1963 р.). Вчителював, служив рядовим і офіцером Радянської армії. Працював на Полтавщині другим секретарем Диканського райкому комсомолу.
З 1971 року жив у місті Житомирі. Михайло Семенович ніколи не поривав зв'язок зі своєю малою батьківщиною, що знайшло й поетичне осмислення в словах: «Довіку не обірветься стежина, прив'язана до рідного села. Вона мені життя наворожила»[джерело?]. Закінчив республіканську партійну школу (1977 р.), 15 літ віддав журналістиці — від кореспондента, літредактора до відповідального секретаря обласної газети «Радянська Житомирщина», був уповноваженим по області республіканського агентства авторських прав. Все це — начебто зовнішні факти біографії, але вони свідчать про те, що автор ніколи не стояв осторонь життя, що мотиви і сюжети його лірики підтверджено самою долею.
Михайло Сич — автор багатьох поетичних збірок. Багато перекладав на українську зі слов'янських і германських мов. Був головою творчої секції поезії обласного відділення НСПУ, вів літературну сторінку в «Радянскій Житомирщині», є автором цілої низки творчих портретів, нарисів та рецензій в республіканській та обласній пресі.
Окремі вірші перекладалися російською, болгарською, адигейською мовами.
Член Спілки письменників СРСР з 1976 року (нині — НСПУ). Був делегатом IV (надзвичайного) з'їзду НСПУ. Член Спілки журналістів. Підполковник запасу.
Ще одна грань таланту поета — живопис, співзвучний з художнім світом його віршів. Із його картинами не раз знайомилися шанувальники образотворчого мистецтва під час персональних виставок в м. Житомирі, Черняхові, в школі у Троковичах.
В житті був доброзичливою, ввічливою, високоерудованою, шляхетною, уважною до оточуючих людиною.

##### Збірки
- «Березневий вир» (К., «Молодь», 1968).
- «Вербове полум'я» (К., РП, 1971).
- «Весняні багаття» (К., «Молодь», 1975).
- «Яблунева дорога» (К., РП, 1979).
- «Житнє сонце» (К., РП, 1983).
- «Крило Ікара» (К., «Молодь», 1987).
- «Годинник на долоні» (К., РП, 1990).
- «Чорний лелека» (Ж., «Полісся», 2004).
- «Золотий луг» (Ж., ПП Пасічник М. П., 2006).
- «Валюта любові» (Ж., вид. Косенка, 2006).
- «Житнє сонце» (Ж., ПП Пасічник М. П., 2008).

Творчість М. Сича (Русича) рецензувалася в різні роки в обласних газетах: «Літературній Україні», «Молоді України», журналах «Дніпро», «Вітчизна» та інших періодичних виданнях.

## Відгуки сучасників
- «Вікова казка Полісся вабить Михайла Сича. Любов'ю до рідної землі, що зазнала багато горя і все ж колоситься житом, покликаний до життя прекрасний образ житнього сонця — без нього, як без хліба, немає життя». (Людмила Бондарчук, доцент, лауреат Всеукраїнської премії імені Івана Огієнка, м. Житомир.)[джерело?]

- "Донедавна ми знали Михайла Сича як поета глибокого, але прозорого, схожого на кришталево-чисті озера Світязь і Синєвир, його метафорика й образно-стильові засоби, не воднораз запатентовані новими книгами, вражали точністю ритмізованих формулювань, розважністю сентенцій, афористичною стислістю думки, феєричністю мовних арсеналів. І ось з'явилася нова книжка Михайла Сича «Довге мовчання, або Валюта любові». Тривале мовчання, як і тривала тиша в природі, обов'язково мають вибухнути колись громом-грозою, бо все накопичене в душі й наіонізоване в атмосфері завжди вимагає розрядки, вивільнення, очищення блискавицями. Саме продуктом грозового розряду і є ця книжка із задуманого триптиха «Валюта лобові»[джерело?].

Довге мовчання — пауза довга.

Поділу знак се. Осінь. Зима.

Тихо… Безгучно… Знов до Міндовга?

Слід скрижанілий… Болю… нема?

В серці погоні, пожежі і знову

Роки у дактиль, в хорей, в анапест?…

Чимало й справді високопродуктивних років поета повкладалися у вірші і те, що сьогодні видається на-гора — лише мізерна частинка створеного автором за останні роки… (Михайло Пасічник, голова ЖОО НСПУ.)[джерело?]

- «Ім'я поета Михайла Сича добре відоме не тільки на Житомирщині, але й далеко за її межами. Він автор багатьох поетичних збірок, драматичної поеми „Чорний лелека“, якісних поетичних перекладів зі слов'янських і германських мов. Його творчість метафорично й образно наснажена, ніжна й мужня, добра і по-людськи тепла. Особливо зворушливо пише він про найріднішу в світі людину — матір. Його поема — соната „Житнє сонце“ — переконливе свідчення тому.

В поетичній палітрі поета є й трагічні барви. Не раз, повертаючись у своїх віршах до дитячих літ, він зачаровано відтворює мальовничі поліські краєвиди. Проте є в тих проникливих видіннях пам'ятні болючі мотиви: війна, сльози матері, похмурі обличчя земляків, тяжка праця.

Останнім часом поет у своїй творчості вдається до гумору і гротеску.

Михайло Сич автор багатьох нарисів та творчих портретів у пресі.

Він відомий і як талановитий художник, твори якого можна побачити на виставках в м. Житомирі, в Черняхові, в школі у Троковичах.» (Іван Редчиць, поет.)
- «Ще не знаючи, що Михайло Сич серйозно займається живописом, я і міг тільки по-доброму заздрісно дивуватися його переконливій обізнаності в мистецтві, багатій ерудиції та інтелекту. Бо й справді, в „Березневому вирі“ життя, при „вербовому полум'ї“ та „весняних багаттях“ наших взаємин під „житнім сонцем“ спільних пісенно-поетичних співів та декламувань я ніколи не бачив його з пензлем у руці.

Одначе, коли втрапили на очі його живописні роботи (деякі даровано й мені), то знов таки (і в котре вже!) був приємно вражений і подивований, відкривши для себе в ньому ще одну грань Господнього дару. І не було вже мені сенсаційного дива, коли я оглядав (на жаль, поодинокі поки що виставки живопису численних творів з оригінальними, неповторно-своєрідним колоритом, як то: „Мамай при багатті“, „Мавчин куточок“, „Криниця в Троковичах“, „Полісся“, натюрморти в пленері, бо знав, що-переді мною визорює-вимальовується постать Художника в найширшому і найповнішому розумінні цього слова.
Щасливої і довголітньої творчості „яблуневої дороги“, пане Михайле, тримайте „годинник на долоні“, а долоню — на пульсі часу для нових поезій і полотен.
Пісня ж — за мною. Поруч з Вами вона, певно, швидше прорветься з душевних тенет.
От тільки не поспішайте стати на „крило Ікара“, бо, боюсь, до Вас — не долечу.» (Іван Сльота, народний артист України.)[джерело?]

##### Із передмов до поетичних збірок
- «Михайло Сич — поет зі складною філософією життя і творчості, його вірші і поеми образні й психологічно глибокі, цей автор полюбляє розлогу метафору, часто користується „езопівською“ мовою як засобом передачі найпотаємніших думок і почуттів.[джерело?]

Писати живу природу в європейській літературі полюбляють здавна. По-філософськи осмислює (часто й у гротескових образах) старий анімалістичний пласт життя і літератури в новій державній Україні відомий автор.»
- « Поема-соната „Житнє сонце“ стане презентабельною не лише для Житомирської організації Національної спілки письменників України, а й усієї української поезії. Її можна поставити в один ряд з творами про матір Бориса Олійника („Сива ластівка“) та інших видатних українських поетів.»[джерело?]

- «Як пейзажиста Сича по праву можна назвати співцем Троковичів: десятки і десятки творів доносять до глядача неповторність, чарівну силу черняхівської землі.

Найбільш привабливим жанром у доробку художника є натюрморт. Квіти і плоди, посуд та різноманітні побутові речі автор часто поєднує в дивні ансамблі, які приховують певну символіку, набувають глибинного філософського змісту. Багаті вони й на поетичний настрій, який природно втілюється у творах художника-поета. Сич любить іноді ускладнити зміст своїх творів, об'єднуючи їх у триптихи, в яких трапляється навіть синтез різних жанрів: анімалістичного з пейзажем, — а також натюрмортів у пленері. Трапляються випадки експерименту і в портретному жанрі. Тут ми можемо зустріти диптихи і триптихи однієї й тієї ж самої людини: подвійний портрет скульптора В. Фещенка, де в моделі виявлено різні стани психологічної зосередженості; триптих, присвячений Борисові Тену, подає поета перекладача одразу в трьох різних визначних періодах життя. Іноді ж Михайло Сич ніби чаклунською силою митця одухотворює матеріальний світ. В портреті скульптора О. Вітрика поруч з ним, ніби на рівних із своїм творцем правах — його скульптурна модель.
Назва живописних творів Сича є насамперед поетичними, а також певними векторами, що допомагають віднайти шлях до авторського бачення.» (Віталій Єремєєв, директор Обласного літературного музею (Відгук про персональну виставку «Перегуки і відлуння» в Житомирському обласному літературному музеї))[джерело?]

## Нагороди та премії
Серед останніх нагород можна зазначити:
- Грамота Національної спілки письменників України за вагомий внесок в українську літературу, активну громадську позицію, та багаторічну роботу в журналістиці, відродження культури і духовності рідного народу, та з нагоди 65 — річчя від дня народження (2006 р., м. Київ, В. Яворівський).
- Диплом лауреата премії імені В. Юхимовича за творчі набутки в царині української літератури та книгу поезій «Житнє сонце» (10.10.2009 р., місто Коростень, за підписом М. Сингаївського та С. Костюченка).
- Диплом лауреата премії імені Бориса Тена за професійні переклади українською мовою німецького письменника Еріх Марії Ремарка та американського поета Р. Фроста (13.01.2011 р., м. Житомир, за підписом В. Головецького та М. Пасічника).